# Thiên hoàng Tsuchimikado
Thiên hoàng Tsuchimikado (土御門天皇 (Thổ Ngự Môn Thiên hoàng) Tsuchimikado-tennō, 3 tháng 1 năm 1196 – 6 tháng 11 năm 1231) là Thiên hoàng thứ 83 của Nhật Bản theo danh sách kế thừa truyền thống.
Triều Tsuchimikado kéo dài từ năm 1198 đến năm 1210.

## Phả hệ
Trước khi lên ngôi, ông có tên cá nhân của mình (imina) là Shinno Tamehito- (為仁親王 ?). Ông là con trai đầu lòng của Thiên hoàng Go-Toba. Mẹ ông là Ariko (在子) (1171-1257), con gái của Minamoto no Michichika (源通親).
Tháng 1/1198, thân vương Tamehito được Shogun Minamoto no Yoritomo đề bạt lên ngôi sau khi cha là Thiên hoàng Go-Toba vừa thoái vị.

## Lên ngôi Thiên hoàng
Tháng 4/1198, thân vương mới 2 tuổi chính thức lên ngôi, lấy hiệu là Thiên hoàng Tsuchimikado. Ông sử dụng lại niên hiệu của cha là Kenkyu (1198-1199).
Năm 1203, sau khi Minamoto no Yoriie bị ám sát chết và em trai ông ta là Minamoto no Sanetomo vừa lên chức Chinh di Đại Tướng quân của Nhật Bản, cựu hoàng Go-Toba liền tìm cách thâu tóm các lãnh địa của Tướng quân, đặt "quan hệ tốt" với Sanetomo.
Tháng 12/1210, Thượng hoàng Go-Toba thuyết phục Tsuchimikado thoái vị, nhường ngôi cho em trai là thân vương Morinari mới 13 tuổi. Thân vương sẽ lên ngôi, lấy hiệu là Thiên hoàng Juntoku.

## Sau thoái vị
Sau khi rời ngôi vị, Tsuchimikado trở thành Thượng hoàng và sống một cuộc đời khép kín trong các ngôi chùa và cung đình.
Năm 1221, do có liên lụy đến loạn Jōkyū do cha đề xướng để chống lại Mạc phủ bị thất bại, Thượng hoàng Tsuchimikado bị bắt đi đày cùng với cha và em.
Tháng 11/1231, ông mất tại nơi lưu đày, hưởng dương 35 tuổi.

## Gia đình
Hoàng hậu (Chūgū): Fujiwara no Reishi, có tên Ōinomikado (Fujiwara) no Reiko (大炊御門(藤原)麗子)
Quý phu nhân: Tsuchimikado (Minamoto) no Michi-ko (土御門(源)通子). Bà này sinh ra 5 người con: Công chúa Haruko (春 子女 王), công chúa Akiko (覚 子 内 親王), hoàng tử Jinsuke (仁 助 法 親王) (tu sĩ Phật giáo), hoàng tử Chikahito (静 仁 法 親王) (tu sĩ Phật giáo), hoàng tử Kunihito (邦仁王) - sau đó là Thiên hoàng Go-Saga, Công chúa Hideko (秀 子女 王)

### Kugyō
- Nhiếp chính: Konoe Motomichi, 1160–1233.
- Nhiếp chính: Kujō Yoshitsune, 1169–1206.
- Thái Chính Đại Thần: Kujō Yoshitsune.
- Tả đại thần
- Hữu đại thần
- Nội đại thần
- Đại nạp ngôn

### Niên hiệu(nengō)
- Kenkyū (1190–1199)
- Shōji (1199–1201)
- Kennin (1201–1204)
- Genkyū (1204–1206)
- Ken'ei (1206–1207)
- Jōgen (1207–1211)